# MBK Skyliner - Yamaha Majesty

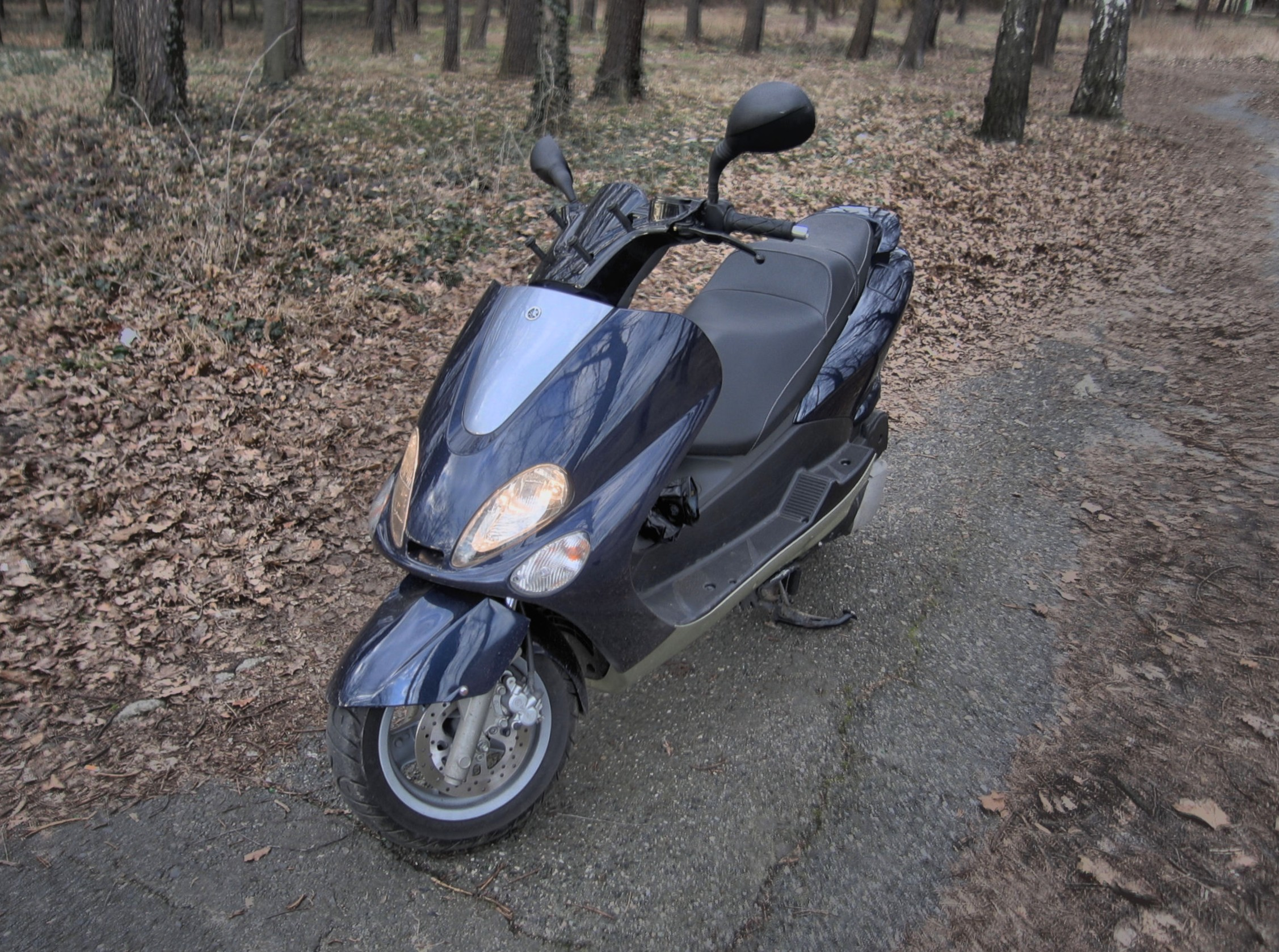
Un scooter Majesty 125.

Le Majesty 125 est une scooter GT fabriqué par Yamaha.

## Caractéristiques
Le succès des scooters GT est évident depuis 1998 avec le lancement du Yamaha Majesty 125 et son jumeau le MBK Skyliner 125. Ces deux machines ont connu un grand succès à cause de leur très bonne performance en ville et sur la route.
Le Majesty se caractérise par une très bonne maniabilité et une bonne tenue de route avec ses roues de 12 pouces. Sur le Majesty, vous avez la sensation combinée d'une moto et d'un scooter avec son pare-brise qui favorise le confort à haute vitesse.
Le Majesty a été amélioré pour répondre aux normes sévères d'antipollution.
En 2001, il reçoit sa première innovation avec l'adoption d'un frein à disque à l'arrière et un tableau de bord qui affiche plus d'information de type voiture et aussi une face avant redessiné.
En 2003, il reçoit des modifications au niveau du moteur pour répondre à Euro 2, mais cette version a des accélérations un peu molle et rencontre des problèmes à la vitesse de pointe.
En 2007, il reçoit une face totalement remodelée et aussi l'adoption d'un pot d'échappement du type XMax afin de répondre à Euro 3.
Il a un très bon rapport qualité-prix et il est encore l'un des cinq meilleurs vendeurs en France parmi la forte concurrence des Piaggio X9, X8 et le Suzuki Burgman.